# 10 Years in Rage
10 Years in Rage, sottotitolato The Anniversary Album, è una compilation del gruppo musicale power metal tedesco Rage, pubblicata nel 1994 dalla Noise Records.

## Il disco
Contiene diverse tracce di tutto l'arco della carriera della band mai incluse negli album e ri-registrate per l'occasione.

## Tracce
1. Vertigo – 3:34 (Peter "Peavy" Wagner)
2. She Killed and Smiled – 4:03 (Wagner)
3. Destination Day – 5:08 (Wagner)
4. Take My Blood – 4:16 (Chris Efthimiadis, Spiros Efthimiadis, Wagner)
5. No Sign of Life – 7:27 (Wagner)
6. Submission – 3:50 (Wagner)
7. The Unknown – 4:44 (S. Efthimiadis, Wagner)
8. Dangerous Heritage – 4:09 (C. Efthimiadis, S. Efthimiadis, Wagner)
9. Prayers of Steel '94 – 6:08 (Wagner)
10. The Blow in a Row – 7:46 (Wagner)

## Formazione

### Gruppo
- Peter Wagner - voce, basso, arrangiamenti
- Sven Fischer - chitarra
- Spiros Efthimiadis - chitarra
- Chris Ephthimiadis - batteria

### Altri musicisti
- Jochen Schröder - chitarra
- Rudy Graf - chitarra
- Manni Schmidt - chitarra
- Thomas Grüning - chitarra
- Alf Meyerratken - chitarra
- Efthimios Efthimiadis - bouzuki
- Jörg Michael - batteria